# 中ノ鼻灯台
中ノ鼻灯台（なかのはなとうだい）は、広島県豊田郡大崎上島町沖浦地区に所在する現役の灯台。
きのえ温泉ホテル清風館への坂道の中腹に所在する。

## 概要
潮の流れが速い難所である来島海峡を避け、三原瀬戸を航行する船が多く、船の安全を守るために航路の要所に設けられた8灯台の1つ。現在に至るまで数度の改修工事を行っているが、円形の石造りの灯台は建設当時のままの作りになっている。
2016年には白色で再びきれいに化粧直しの塗装が施され、海のブルーとのコントラストが美しくなっている。また三原瀬戸に設置されたこの8基の灯台は、どれも他の灯台と比べて背が低い。

## 歴史
- 1894年（明治27年）5月17日 設置

日本で始めての無人灯台で、設置当時は燃料で灯火をしていたため灯台に明かりを灯すために、短いときで3日に1回のスパンで灯台守が給油をしていた。無人のため昼間も点灯していた。
- 2016年 白色に再塗装

## 特徴
- 光り方は郡閃白光で、毎13秒に3閃光する。この光は約11.5海里（21km）先まで届く様になっている。
- 灯台のレンズの一部に赤色の縦長のアクリル板が設置されている。これは赤色で横島北西方のセクリノ瀬という浅瀬を避けるため205°〜215°にかけて照射される赤い光のもととなっている。船舶はこの光を避けて航行する。
- 灯台の高さは地上から5m、海上から灯火まで45mとなっている。
- レンズはフレネルレンズを使用している。

中ノ鼻灯台のレンズは新居浜港東防波堤灯台のレンズを移設したものだが、このレンズは日本製であり横浜標識製作所のものとなっている。なお、この製作所のレンズを現役で使用しているのは全国で2例目で、もう1つは神奈川県三浦市の剱埼灯台にて使用されている。